# Gibson Flats (Montana)
Gibson Flats es un lugar designado por el censo ubicado en el condado de Cascade en el estado estadounidense de Montana. En el Censo de 2010 tenía una población de 199 habitantes y una densidad poblacional de 25,53 personas por km².

## Geografía
Gibson Flats se encuentra ubicado en las coordenadas 47°27′54″N 111°14′35″O / 47.46500, -111.24306. Según la Oficina del Censo de los Estados Unidos, Gibson Flats tiene una superficie total de 7.79 km², de la cual 7.79 km² corresponden a tierra firme y (0%) 0 km² es agua.

## Demografía
Según el censo de 2010, había 199 personas residiendo en Gibson Flats. La densidad de población era de 25,53 hab./km². De los 199 habitantes, Gibson Flats estaba compuesto por el 88.44% blancos, el 0% eran afroamericanos, el 4.02% eran amerindios, el 1.51% eran asiáticos, el 0% eran isleños del Pacífico, el 2.51% eran de otras razas y el 3.52% pertenecían a dos o más razas. Del total de la población el 5.03% eran hispanos o latinos de cualquier raza.